# Mauro Baldi
Mauro Baldi (n. 31 ianuarie 1954) este un fost pilot italian de Formula 1 care a evoluat în Campionatul Mondial între anii 1982 și 1985.

## Cariera în Formula 1
| Sezon | Echipă                   | Puncte      | Loc clasament general |
| ----- | ------------------------ | ----------- | --------------------- |
| 1982  | Arrows Racing Team       | 2           | 25                    |
| 1983  | Marlboro Team Alfa Romeo | 3           | 16                    |
| 1984  | Spirit Racing            | 0           | -                     |
| 1985  | Spirit Enterprises Ltd   | 0           | -                     |
| 1991  | Modena Team              | Pilot teste | -                     |